# Histoire d'un secret
Pour plus de détails, voir Fiche technique et Distribution.
Histoire d'un secret est un film français réalisé par Mariana Otero et sorti en 2003.

## Synopsis
Mariana Otero a quatre ans et demi quand sa mère, artiste peintre, disparaît. La vraie raison du décès est cachée à l'enfant et à sa sœur. Son père la révèle 25 ans plus tard : Clotilde Otero est morte en 1968 des suites d'un avortement clandestin.

## Fiche technique
- Titre : Histoire d'un secret
- Réalisation : Mariana Otero
- Scénario : Mariana Otero
- Photographie : Hélène Louvart
- Son : Patrick Genet
- Musique : Michael Galasso
- Montage : Nelly Quettier
- Montage son et mixage : Pascal Rousselle
- Production : Archipel 35
- Pays :  France
- Genre : documentaire
- Durée : 95 minutes
- Date de sortie : France - 15 octobre 2003

## Distribution
- Jean-Jacques Vautier
- Thérèse Vautier
- Isabel Otero
- Jeanne Vautier
- Alain Blanchard
- Antonio Otero
- Françoise Bros
- Mariana Otero
- Douchka Pascar-Fiocre
- France Villeneuve
- Mercedes Ruiz
- Léon Faure
- Joëlle Brunerie-Kauffmann

## Sélections
- Festival international du film de Locarno 2003
- Festival international du film de La Rochelle 2003